# FDP-Liberale Fractie in de Bondsvergadering
De FDP-Liberale Fractie in de Bondsvergadering (Duits: FDP-Liberale Fraktion, Frans: Groupe libéral-radical, Italiaans: Gruppo liberale-radicale, Reto-Romaans: Fracziun liberaldemocraticaist), is een liberale fractie in de Zwitserse Bondsvergadering.
De fractie werd na de parlementsverkiezingen van 2003 opgericht onder de naam Vrijzinnig-Liberale Fractie. Later werd die naam gewijzigd in Vrijzinnig-Democratische en Liberale Fractie. De huidige naam werd in november 2008, in aanloop naar de fusie van de FDP en de LPS, aangenomen.

## Fractie
Tot februari 2009 bestond de fractie uit twee partijen:
- Vrijzinnig Democratische Partij (FDP/PRD/PLR/PLD)
- Liberale Partij van Zwitserland (LPS/PLS)

Na de fusie van de FDP en de LPS op 28 februari 2009 tot FDP.De Liberalen (FDP.Die Liberalen/ PRD.Les Libéraux-Radicaux/ PLR.I Liberali/ PLD.Ils Liberals) bestaat de FDP-Liberale Fractie uit nog maar één partij. Wel bestaan er enkele groeperingen binnen de fractie:
Kantonsraadgroep

De fractie in de Kantonsraad, voorgezeten door Didier Burkhalter NE/SR).
Groupe libéral-radical latin

Een informele groep bestaande uit alle liberalen uit Romandië en Ticino, voorgezeten door Ignazio Cassis (TI/NR) en - plaatsvervanger - Sylvie Perrinjaquet (NE/NR).
FDP-Liberale Afgevaardigden in de Parlementaire Vergadering van de Raad van Europa

Een groep bestaande uit liberale leden van de Bondsvergadering die ook lid zijn van de Parlementaire Vergadering van de Raad van Europa 2008/2009, nl. Didier Burkhalter (NE/SR) en Doris Fiala (ZH/NR).
De FDP-Liberale Fractie telt 47 zetels in de Bondsvergadering.

## Positionering
De FDP-Liberale Fractie is een liberale/conservatief-liberale fractie.

## Fractieleiding

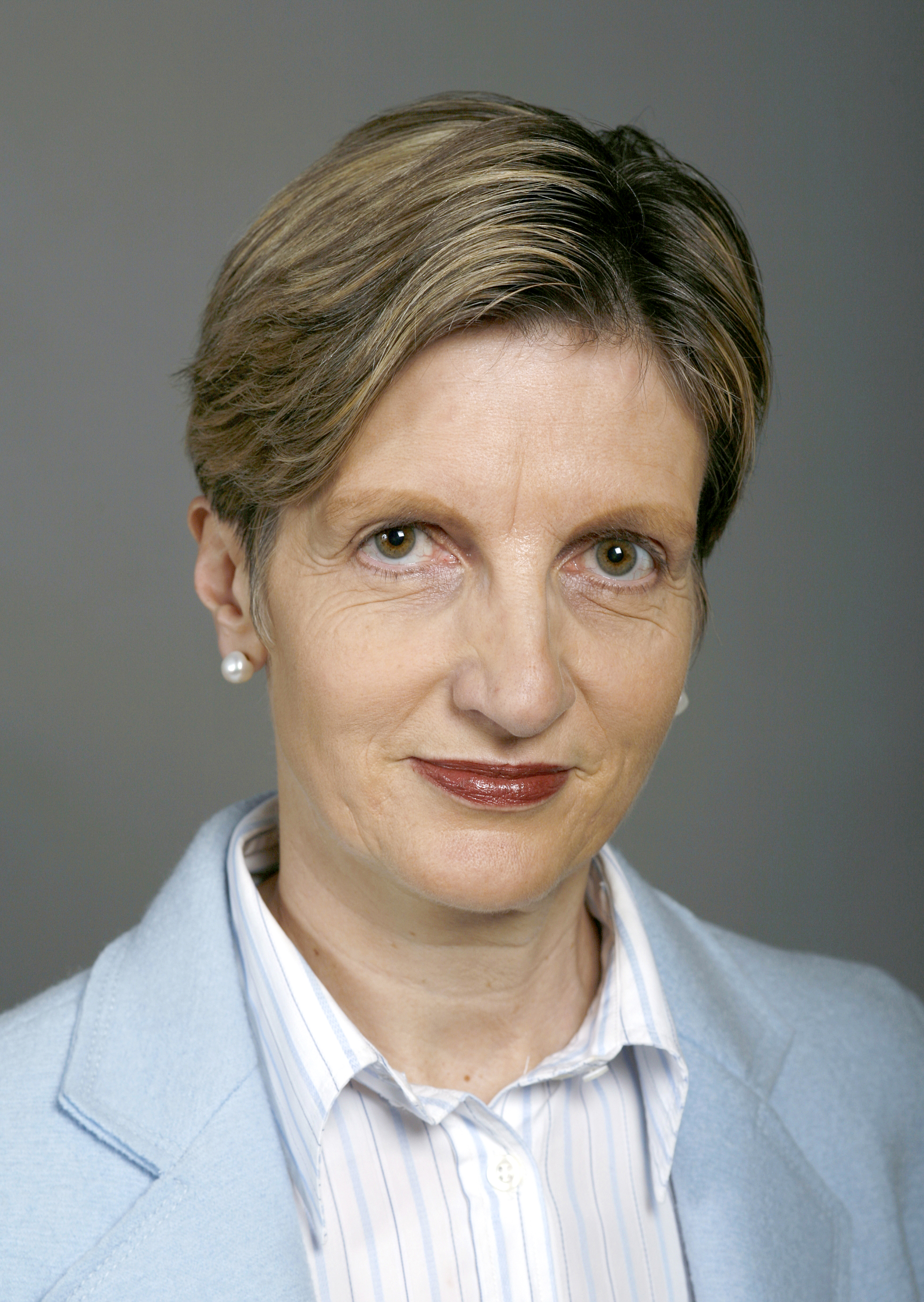
Fractiepresident Gabi Huber (UR)

Fractiepresident

- Gabi Huber (UR/NR)

Fractievoorzitter Nationale Raad

- Martine Brunschwig Graf (GE/NR)

Fractievoorzitter Kantonsraad
- Didier Burkhalter (NE/SR)

## Zetelverdeling
| Partij                                                                           | Nationale Raad | Kantonsraad |
| -------------------------------------------------------------------------------- | -------------- | ----------- |
| FDP.De Liberalen Vrijzinnig Democratische Partij Liberale Partij van Zwitserland | 35 31 4        | 12 -        |
| Totaal                                                                           | 35             | 12          |